# 1898 у кіно

## Події
- Перша відома спроба лялькової анімації.

## Фільми
- Короткозорий вчитель
- Сон астронома, режисер Жорж Мельєс

## Персоналії

### Народилися
- 13 січня — Ванін Василь Васильович, радянський актор театру і кіно, театральний режисер, педагог (пом. 1951).
- 21 січня — Рудольф Мате, американський кінооператор і кінорежисер польського походження (пом. 1964).
- 22 січня — Сергій Ейзенштейн, російський радянський кінорежисер, сценарист, теоретик кіно (пом. 1948).
- 25 січня — Оленьов Павло Олексійович, радянський російський актор театру і кіно (пом. 1964).
- 13 лютого — Антонов Олександр Павлович, радянський актор театру і кіно (пом. 1962).
- 11 березня — Дороті Ґіш, американська акторка кіно (пом. 1968).
- 17 березня — Смирнов-Сокольський Микола Павлович, радянський артист естради, письменник, бібліофіл і бібліограф, історик книги (пом. 1962).
- 29 березня — Горацій Джексон, американський сценарист (пом. 1952).
- 3 травня — Антуан Бальпетре, французький театральний та кіноактор (пом. 1963).
- 13 травня — Ермлер Фрідріх Маркович, радянський режисер, сценарист (пом. 1967).
- 15 травня — Арлетті, французька кіноакторка (пом. 1992).
- 27 травня — Лі Ґармс, американський кінооператор (пом. 1978).
- 10 червня:
  - Вірджинія Валлі, американська акторка театру і кіно (пом. 1968).
  - Джек Гейлі, американський актор (пом. 1979).
- 2 липня — Джордж Дж. Фолсі, американський кінооператор (пом. 1988).
- 12 липня — Киянський Павло Іванович, український актор (пом. 1982).
- 28 липня — Лоуренс Грей, американський актор (пом. 1970).
- 1 серпня — Каюков Степан Якович, російський актор (пом. 1960).
- 8 серпня — Геллер Еммануїл Савелійович, радянський актор театру і кіно (пом. 1990).
- 12 серпня — Оскар Гомолка, австрійський актор (пом. 1978).
- 8 вересня — Ужвій Наталія Михайлівна, українська радянська акторка театру і кіно (пом. 1986).
- 10 вересня — Бессі Лав, американська кіноакторка (пом. 1986).
- 14 вересня — Гал Б. Волліс, американський кінопродюсер (пом. 1986).
- 10 жовтня — Кравчуновська Марія Олександрівна, радянська актриса (пом. 1978).
- 21 жовтня — Рошаль Григорій Львович, радянський кінорежисер (пом. 1983).
- 7 листопада — Капка Дмитро Леонтійович, український кіноактор та дипломат (пом. 1977).
- 11 листопада — Рене Клер, французький письменник, кінорежисер, актор (пом. 1981).
- 17 листопада — Ігнатович-Балінський Гнат Гнатович, український режисер, актор, педагог (пом. 1978).
- 24 листопада — Ляшенко Лука Іванович, український письменник, кінорежисер, актор (пом. 1976).
- 29 листопада — Род Ла Рок, американський актор (пом. 1969).
- 24 грудня — Братерський Микола Феліксович, радянський український актор театру і кіно (пом. 1956).
- 25 грудня — Лепко Володимир Олексійович, радянський та російський актор театру й кіно, комік (пом. 1963).